# Holokaust u NDH
Sustavno istrebljenje Židova koje je pokrenula nacistička Njemačka, nazvano holokaust, provedeno je i u tadašnjoj Nezavisnoj Državi Hrvatskoj kroz djelovanje ustaškog režima. Veći dio, oko 30 000 Židova stradalih s područja NDH bio je likvidiran u Jasenovcu i drugim logorima NDH, dok ih je oko 7000 izručeno nacističkoj Njemačkoj na likvidaciju.
I prije rata ustaška je ideologija od anti-srpske postajala sve više antisemitska. Godine 1936. u pamfletu Hrvatsko pitanje Pavelić stavlja Židove na drugo mjesto najvećih neprijatelja Hrvata, odmah iza beogradskog režima, te ispred komunista i masona. Po preuzimanju vlasti ustaše započinju brzo i neusmiljeno provođenje rasističke politike protiv Židova i Roma. U samo nekoliko mjeseci prenose rasističke zakone (Nürnberški zakoni) i postupke iz nacističke Njemačke (neki od njih primijenjeni su također i na Srbe), a Židove prisiljavaju nositi žutu Davidovu zvijezdu prije nacista u Njemačkoj. Osnivaju koncentracijske logore, također po nacističkom uzoru, a u njima su kasnije zatvarani, istrebljivani zbog nehumanih uvjeta zatočenja i masovno likvidirani Židovi, Romi, Srbi i Hrvati (politički protivnici režima). Ustaše počinju slati Židove u koncentracijske logore već svibnja 1941., prvo u Danicu, nakon toga ljeti u logorski sustav Gospić-Velebit-Pag, te Koncentracijski logor Jasenovac, mjesecima prije no što su se nacisti na Wannsee konferenciji odlučili na svoje"konačno rješenje". Već u srpnju 1941. ustaše proglašavaju Varaždin prvim judenfrei-gradom, tj. gradom očišćenim od Židova. Vlasti NDH su u tome poslušno udovoljavale zahtjevima Njemačke, makar je u redovama ustaša bilo katolika židovskog porijekla - tako primjerice dr. Ivo Korsky i Vlado Singer, te je bilo među njima dosta brakova i drugih dobrih socijalnih veza sa Židovima: iz izvješća SS-Sturmbahnfuehrera Hansa Helma s početka 1943. godine saznaje se da su njemački predstavnici u NDH pratili slučajeve kada bi ustaše nekog Židova zaštitili ili općenito ne bi pokazivali dovoljno spremnosti na progon Židova.
Do jeseni 1942. većina Židova i Roma s područja NDH bila je likvidirana, smještena u Jasenovac ili odvedena u nacističke logore, gdje će umrijeti ili biti ubijeni sljedećih godina. Nekoliko stotina Židova spašeno je zaslugom Katoličke Crkve (osobito nadbiskupa Alojzija Stepinca) ili pojedinaca koji su ih skrivali. Tako je sam predstavnik Svete Stolice Giuseppe Marcone kod prvih deportacija zagrebačkih Židova u Njemačku u veljači 1942. god. organizirao spašavanje grupe židovske djece, koje je preko Mađarske i Rumunjske prebacio u Italiju, a zagrebački nadbiskup Alojzije Stepinac je spasio sve štićenike židovskog staračkog doma u Zagrebu, premjestivši ih na imanje u vlasništvu Katoličke ckrve.
Prema Esther Gitman, od 39.500 Židova na području Hrvatske i BiH, samo njih oko 9.500 je preživjelo holokaust. Pretežni dio njih se spasio domogavši se Mađarske (koju Nijemci nisu bili okupirali, nego se prema njoj odnosili kao prema savezniku) ili Italije - talijanska vojna zapovjedništva u područjima NDH bliže Jadranu su se do kapitulacije Italije u rujnu 1943. godine odupirala zahtijevima Nijemaca da surađuju u progonima Židova, a njihov odlazak u talijansku okupacijsku zonu su ponekad dopuštali dužnosnici NDH; napose je to bilo omogućeno Židovima koji su bili konvertiti na kršćanstvo i Židovima koji su bili u braku s kršćanima. Dio Židova se spasio pridruživši se partizanima, nakon skrivanja ili nakon što ih je kao ključne stručnjake ustaški režim privremeno poštedio (tako primjerice nekoliko desetaka židovskih liječnika kojima su najprije vlasti NDH povjerile program liječenja endemskog sifilisa u Bosni, da bi potom mnogi od njih završili kao partizanski liječnici). Manji broj je preživio zahvaljujući rodbinskim vezama s ustaškim dužnosnicima, a dio ih se sakrivao do kraja rata. Esther Gitman navodi da je u Hrvatskoj bio doista veliki broj Hrvata koji su spašavali Židove, te osobito ukazuje na hrabrost ljudi koji su potpisivali peticije državnim vlastima, zauzimajući se za Židove - što se ne bilježi baš nigdje drugdje u okupiranoj Europi.
Memorijalni centar Yad Vashem je na listu pravednika među narodima, na koju se uvrštava osobe koje su tijekom holokausta spašavale Židove riskirajući svoj vlastiti život, do 2020. god. uvrstio 120 osoba iz Republike Hrvatske i 49 osoba iz Bosne i Hercegovine.

## Židovi na području NHD
Slavko Goldstein navodi da je u travnju 1941. na području današnje Republike Hrvatske i Republike Bosne i Hercegovine bilo oko 39.500 članova židovskih općina, od kojih je oko 30.000 tijekom rata umrlo, ubijeno ili poginulo. Tome treba dodati i Srijem, koji je također bio u sastavu NDH. Računa se da je oko 1.000 Židova pobijeno u koncentracijskim logoru Sajmište u Zemunu, kojim su upravljali Nijemci. Neki drugi izvori spominju broj od 36.000; nesigurnost potječe prvenstveno od razlika u broju židovskih imigranata u godinama pred rat.[nedostaje izvor]
Prema demografskim izračunavanjima Vladimira Žerjavića broj žrtava je nešto manji: između 25.800 i 26.700. Židovska virtualna knjižnica navodi da je u Jasenovcu ubijeno između 8.000-20.000 Židova s područja današnje Hrvatske i BiH, a oko 7.000 ubijeno je u inozemstvu (Auschwitz i ini logori).
Poimenični popis žrtava logora Jasenovac, objavljen u Beogradu 1997., navodi 10.521 Židova ubijenih u tom logoru; s obzirom na masovni pokolj i malo preživjelih žrtava, svakako ima nepopisanih.
Poimenični popis žrtava koncentracijskog logora Jasenovac 1941. – 1945. iz ožujka 2013.,  kojega vodi Javna ustanova Spomen područje Jasenovac, identificirao je 13.116 Židova kao žrtve logora. Nikola Banić u prosincu 2015. godine upozorava da se stanoviti (manji?) dio imena s tog popisa može pronaći među imenima Židova koji su preživjeli holokaust, te iznosi mišljenje da se Poimenični popis nekritički oslanja na jugoslavenski popis žrtava fašizma iz 1964. godine, koji da je sastavljan nekvalitetno i uz želju da se prikaže što veći broj žrtava fašizma u Jugoslaviji. Također navodi da se neka imena s Poimeničnog popisa žrtava Jasenovca mogu naći također i na popisu žrtava logora Buchenwald u Njemačkoj.
Neobičan je podatak da je supruga poglavnika Ante Pavelića bila Židovka, kao i supruge ministara Slavka Kvaternika i M. Žanića. Niz drugih ustaških dužnosnika imalo je supruge židovskog podrijetla (koje su prešle na kršćanstvo, ali po Nürnberškim zakonima to Židove nije spašavalo od progona). Nekoliko pristaša ustaškog pokreta i ustaških dužnosnika bili su Židovi ili židovskog podrijetla: Ljubo Kremzir, Viktor Gutman, Ivo Korsky i Vlado Singer bili su i sami Židovi. (Krišto, str. 301) (Singer je u jesen 1941. bio uhićen i poslan u logor Jasenovac, gdje je najprije bio dobro tretiran, da bi potom ipak bio ubijen.) Nadbiskup Alojzije Stepinac ukazao je u jednom dopisu ministru unutarnjih poslova Andriji Artukoviću na to licemjerje. Jedino Židovi u mješovitim brakovima bili su, i to samo dio njih, do kraja postojanja NDH pošteđeni od progona.

## Početak progona 1941.
Akcije protiv Židova započinju odmah nakon proglašenja NDH. Već 10. – 11. travnja 1941. u Zagrebu je uhićena grupa uglednih Židova radi utjerivanja kontribucije (otkupnine). Nekoliko dana kasnije isto je učinjeno u Osijeku, gdje je uništena i sinagoga. Takav postupak ponavljan je 1941. i 1942. više puta s grupama Židova.
Dana 18. travnja 1941. NDH vlasti donose Zakonsku odredbu o sačuvanju hrvatske imovine kojom su poništeni svi pravni poslovi između Židova međusobno i Židova i trećih osoba, sklopljeni unutar dva mjeseca prije proglašenja NDH, s namjerom da spriječe Židovima prodaju ili prijenos imovine na druge osobe.

### Rasni zakoni
Ukazom Glavnog ustaškog stana (vodećeg tijela ustaškog pokreta) od 22. travnja 1941. započela je čistka Židova, Roma i Srba iz vladinih službi, vojske, masovnih medija, gospodarstva i javnih službi. Zabranjeno je Židovima, kao i Srbima, stanovati u sjevernom djelu Zagreba. Svi Židovi osim sveučilišnih nastavnika otpušteni su iz državne službe. Između listopada 1941. i travnja 1942. srušena je sinagoga u Zagrebu, koja se nalazila na adresi Praška 7, gdje se i danas nalazi prazni prostor s parkiralištem.
Dana 30. travnja 1941. Pavelić je proglasio rasističke, antisemitske zakone, preuzete iz nacističkih Nürnberških zakona iz 1935. godine: Zakonska odredba o rasnoj pripadnosti, Zakonska odredba o državljanstvu i Zakonska odredba o zaštiti arijske krvi i časti hrvatskog naroda. Proglašeno je da jedino osobe "arijske" krvi mogu biti hrvatski državljani, s čime su Židovi stavljeni izvan zakona, zabranjeni su brakovi između Židova i osoba "arijskog" podrijetla.
Nekoliko antižidovskih zakona vlasti NDH proglašavaju 4. lipnja 1941. godine. Zakonska odredba o zaštiti narodne i arijske kulture hrvatskog naroda zabranjuje Židovima svako sudjelovanje u radu organizacija i ustanova društvenog, omladinskog, športskog i kulturnog života, a napose u književnosti, novinarstvu, likovnoj i glazbenoj umjetnosti, urbanizmu, kazalištu i filmu.

### Antisemitska propaganda u NDH
Usporedno s uvodjenjem rasističkih zakona ustaški tisak je započeo intenzivnu antisemitsku propagandu. Odmah 1. svibnja 1941. Hrvatski narod, glasilo ustaškog pokreta, preko cijele naslovne strane, donosi vijest: “KRV I ČAST HRVATSKOG NARODA zaštićeni posebnim odredbama”. Dva dana kasnije, Novi list navodi da hrvatski narod mora “budnije no ijedna druga etnička skupina štititi narod svoju rasnu čistoću …Moramo čuvati svoju krv od židovske” Novi list piše da su Židovi sinonim “podlosti, varanja, gramzljivosti, nemorala i tuđinstva”, te su stoga “široki hrvatski narodni slojevi uvijek prezirali Židova i prema njemu osjećali prirodnu odvratnost”. Nova Hrvatska dodaje da je putem svete židovske knjige Talmuda, “tog otrovnog vrela  židovske zloće i podlosti...Židovu je, čak, slobodno  ubiti nežidova”.
Jedna od osnovnih teza propagandnih napada na židovsku zajednicu u NDH, bilo je uvjeravanje da su Židovi uvijek bili protiv samostalne hrvatske države i protiv hrvatskog naroda. U travnju 1941. Hrvatski narod proziva Židove kao uzrok “tolikih neuspjeha i tolikih nedaća hrvatskog naroda”, zbog čega se odmah pod vodstvom Poglavnika pristupilo “iskorjenjivanju ovih zala”. A časopis Spremnost, piše da ustaški pokret određuje “židovstvo kao jednog od najvećih neprijatelja hrvatskoga naroda.”
Neki u Katoličkoj crkvi su se pridružili antisemitskoj propagandi. Tako je u sarajevskom Katoličkom tjedniku objavljen 25. svibnja 1941. godine urednički tekst u kojem se tvrdi da "pokret oslobađanje svijeta od Židova, predstavlja pokret za obnovu ljudskog dostojanstva. Sveznajući i svemogući Bog stoji iza tog pokreta”. Navodi se da je u srpnju 1941. franjevac Dionizije Juričev u Novom listu pisao da “nije više grijeh ubijati sedmogodišnju djecu”. Vrijedi spomenuti da su drugi ljudi iz katoličkih krugova nastojali spašavati Židove; tako zagrebački nadbiskup Alojzije Stepinac.

### Konfiskacija imovine
Posebna grupa zakonskih odredaba NDH usmjeruje na ekonomsko slamanje i na pljačku židovske imovine. Grupe dobrostojećih Židova nekoliko su puta bez ikakvog povoda uhićivane i tražena je kontribucija (otkupnina). U svibnju vlasti uvode povjerenike u sva poduzeća u židovskom vlasništvu. Dana 10. listopada 1941. donesena je Zakonska odredba o podržavljenju imetka Židova i židovskih poduzeća. Sav imetak oduzima se načelno bez naknade, osim u pojedinim slučajevima kada se može načiniti izuzetak (mjera koja je uglavnom služila tome da se Židove prisili da kao mito ili otkupninu ponude skrivenu imovinu). Potpuna konfiskacija ("podržavljenje") cjelokupne židovske imovine proglašena je 30. listopada 1942.
Konfiskacija je izazvala negativne ekonomske učinke, o čemu svjedoči opsežno izvješće naslovljeno Stanje podržavljene imovine 15. rujna 1943, koje je sastavio Ured za podržavljeni imetak. Izvješće pokazuje - i eksplicitno tvrdi - da Hrvati koji su zamijenili Židove u većini slučajeva nisu bili sposbni za legalan rad, nego da su se uključili u protuzakonite djelatnosti. »Kupci nisu redovno poduzeća ni povećali ni poboljšali (…) Oni nisu ništa promienili, jer nisu sposobni da nešto novoga i koristnoga provedu (…) Mnogi prodavaju robu na crnoj burzi ili uz posebnu naplatu "u kuverti" uz fakturni iznos po oblikovanim cienama (…) ili na koji drugi već dobro poznati način, kojim se stiču protuzakonite dobiti i podižu ciene robi.« (Cohen, str. 138) (Citirano doslovno, uz tadašnji pravopis.)

## "Konačno rješenje"

### Prvi NDH koncentracijski logori
Već u travnju 1941. ustaše su osnovale logore Danica kraj Koprivnice i Kerestinec u kojima su, uz komuniste i druge političke protivnike, zatočeni i Židovi. Svibnja 1941. ustaše su u Zagrebu uhitile 168 židovskih omladinaca u dobi od 17 do 25 godina, većinom članove židovskog sportskog društva Makabi, i poslale ih u logor Danica. Odatle su ih prebacili u Jadovno gdje su ubili 150 tih omladinaca, te jednog u Jasenovcu. Od 168 omladinaca samo su troje preživjeli rat. U svibnju i lipnju osnivaju se novi logori u koje bivaju odvedeni prvenstveno oni Židovi koji su u Hrvatsku došli kao izbjeglice iz Njemačke i zemalja koje je Njemačka ranije osvojila, ali i drugi; neki su ubrzo pobijeni. Također se uhićuju i u logore odvode veće grupe Židova u Zagrebu (22. lipnja), Bihaću (24. lipnja), Karlovcu (27. lipnja), Sarajevu, Varaždinu, Bjelovaru itd.

### Sustav logora Velebit-Pag-Gospić
Pavelić je 26. lipnja u “Izvanrednoj zakonskoj odredbi i zapovijedi” ustvrdio da “Židovi šire lažne vijesti [...] ometaju i otežavaju opskrbu pučanstva, to se kolektivno smatraju za to odgovornima, i prema tome će se proti njima postupiti i spremati ih povrh kazneno-popravne odgovornosti u zatočenička zbirališta pod vedrim nebom.” To je bio znak za šire slanje Židova u koncentracijske logore.
Dana 8. srpnja 1941. naređeno je da se svi uhićeni Židovi upute u Gospić, koji je bio sabirni logor iz kojeg su se žrtve odvodili u logore smrti Jadovno na Velebitu i Slana na Pagu, gdje su vršene masovne likvidacije. Katolički kanonik Paga, don Joso Felicinović, koji je pomagao ustašama uspostaviti vlast na Pagu, kasnije je zapisao da je „Slana postala Auschwitz-Dachau u malom, logor u kojem su nevini muškarci, žene i djeca ubijani na sve vrste zvjerskih načina”, te je procjenio da je u logoru pobijeno 12 000 ljudi, od kojih 4000 zena i djece. Nakon odlaska ustaša pronašao je „komad kartona na zidu glavne ustaške vojarne na kojem se vodila evidencija o silovanim ženama i djevojkama u logoru, s njihovim imenima i datumima, te po kojem ustaši”.
Dana 16. srpnja 1941. ustaše su Varaždin proglasile prvim Judenfrei gradom u Europi, kada je časopis Hrvatski narod objavio da je grad očišćen od Židova, nakon što su ustaše deportirale 350 varaždinskih Židova u sustav koncentracijskih logora Velebit-Pag-Gospić. Večina žrtava tih logora su bili Srbi, dok se broj židovskih žrtava procjenjuje na 2500 – 2800. Budući da su ustaška masovna ubojstva Srba poticala partizanski otpor, Talijani su u kolovozu 1941. prisilili ustaše da se povuku iz cijele taljanske okupacijske zone, zatvarajući time i sustav logora smrti Velebit-Gospić-Pag.

### Jasenovac i Stara Gradiška
Nakon što su ih Talijani otjerali iz svoje okupacijske zone, ustaše su osnovale koncentracijski logor Jasenovac. Među prvima koji su u kolovozu 1941. transportirani u Jasenovac bili su preživjeli Židovi iz logora na Velebitu i Pagu. U Jasenovac su ustaše dodatno dopremile Židove iz Zagreba i tranzitnih logora kod Travnika, Vukovara, Đakova i drugdje. Židovi su na početku činili većinu logoraša. Ustaše su prisilile zagrebačku židovsku općinu da plaća trasport Židova u logore, te da opskrbljuje Židove dok su u logoru hranom, što su ustaše onda krale. Prve masovne likvidacije počele su krajem listopada i početkom studenoga 1941., kada su ustaše zatvorile logore Jasenovac I i Jasenovac II, a od 3-000 do 4.000 logoraša tek 1.500 preživjelo je prebacivanje u Jasenovac III. Neki Židovi koji su bili među kvalificiranom snagom, te su tako neko vrijeme bili pošteđeni, bili su i među posljednjim žrtvama logora, tijekom zadnjih ustaških masovnih likvidacija Jasenovca u travnju 1945. Popis žrtava JUSP Jasenovca sadrži imena 13.116 Židova, među kojima je 7.762 žena i 1.601 djece, dok izvori poput United States Holocaust Museum procjenjuju da je u Jasenovcu ubijeno do 20.000 Židova.

### Ostali ustaški logori
Ustaše su stvorile dodatni logorski sustav za prikupljanje, držanje i transport Židova u ustaške i nacističke logore smrti:
- Zagrebački zbor. Prvi tranzitni logor osnovan je u lipnju 1941. na Zagrebačkom velesajmu u Savskoj ulici (sadašnji zagrebački Studentski centar).[26] Odavde su ustaše u lipnju – kolovozu 1941. poslale 2500 Židova u smrt u logore Jadovno-Pag.[20] Budući da su prolaznici mogli vidjeti što se događa, ustaše su osnovale logor Zavratnicu u udaljenom istočnom Zagrebu,[27] kako bi mnoge zagrebačke Židove otpremili u Jasenovac.
- Kruščica, kod Viteza u Bosni, bila je tranzitni logor u kojem su ustaše držale 3.000 do 5.000 zatočenika, od čega 90% bosanskih Židova, nakon što su Talijani zatvorili sustav ustaških logora smrti Jadovno-Pag.[28] Većina tih zatočenika kasnije je prebačena u koncentracijske logore Đakovo, Loborgrad i Jasenovac.
- Đakovo. Ustaše su osnovale koncentracijski logor Đakovo u jesen 1941. U njemu je bilo zatočeno 3.800 židovskih žena i djece, uglavnom iz Sarajeva, ali i iz Zagreba i drugdje.[29] Žene i djeca su izgladnjivani i pretučeni. Njih 800 umrlo je u logoru. U lipnju 1942. preostalih 3.000 židovskih žena i djece otpremljeno je u Jasenovac, gdje su ih ustaše poubijale s krajnjom okrutnošću.[29]
- Loborgrad. U logoru je bilo zatočeno 1.700 židovskih i 300 srpskih žena i djece, od čega 300 djece.[30] Mnogi su tamo otpremljeni iz ustaškog logora Krušica, a neki izravno iz Zagreba. Do 200 ih je umrlo u logoru zbog maltretiranja i bolesti. U kolovozu 1942. ustaše su predali Nijemcima svu preživjelu židovsku djecu i žene, koji su ih odveli u Auschwitz.[31]
- Tenja kod Osijeka. Ustaše su prisilile lokalnu židovsku zajednicu da financira i prisilnim radom izgradi vlastiti koncentracijski logor.[32] Onamo je u lipnju 1942. dovedeno 3.000 Židova iz Osijeka i okolice.[33] Zbog prenapučenosti i nedostatka hrane uvjeti u logoru bili su krajnje nepodnošljivi. U kolovozu 1942. svi Židovi iz logora prebačeni su u Jasenovac i Auschwitz.[33]
- Vinkovci. Transitni logor na terenu kluba Cibalije kud su ustaše 1942. dopremile 1.000 Zidova iz hrvatskog i NDH-okupiranog srpskog Srijema. Tu su in držali dok su ih tjerali na prislini rad po gradu i okolini.18. kolovoza ustaše su poslale te Židove vlakom preko Zagreba u Auschwitz.[34]

Odmah nakon ulaska njemačkih snaga u Zagreb u travnju 1941. god., Gestapo je uhito pedesetak viđenijih zagrebačkih Židova i odveo ih u Graz, nakon saslušavanja, ubrzo su svim osim jednoga otpušteni i vratili su se u Zagreb. Njemačke policijske vlasti - koje će od 1942. godine posve preuzeti obavještajne poslove u NDH nakon raspuštanja Ustaške nadzorne službe, a od 1943. godine izravno držati u NDH Njemačko redarstvo u Hrvatskoj, koje je preuzelo veliki dio temeljnih policijskih zadaća - će i nadalje planirati progone Židova u Hrvatskoj, u ćemu će im redarstvene vlasti NDH prilično poslušno pomagati.
20. kolovoza 1941. dolaze prvi zatočenici u Sabirni logor Jasenovac, koji će postati glavno stratište u NDH za Židove, Rome, Srbe i političke protivnike režima. Logor za židovske žene i djecu bio je u Loborgradu, osnovan 6. listopada 1941.
Nakon što su nacistički vođe na konferenciji održanoj 20. siječnja 1941. godine u Berlinu odlučili pokrenuti "konačno rješenje" (njem. Endlosung) tzv. židovskog pitanja, već u veljači 1942. godine dolazi u Zagreb njemački časnik sa zadaćom da organizira preuzimanje više od 5 tisuća hrvatskih Židova koji su se nalazili u koncentracijskim logorima NDH, te deportaciju što većeg broja Židova koji još nisu bili utamničeni. Aktivnosti radi deportacije su provođene u Zagrebu 13. – 20. veljače 1942. godine, a nakon protesta predstavnika Svete Stolice opata Marconea i nadbiskupa Alojzija Stepinca su vlasti NDH odstupile od njemačkih zahtjeva utoliko, što su odredile da se neće predavati ne samo židovski konvertiti na kršćanstvo, nego ni Židovi u braku s kršćanima. Nadbiskup Stepinac je dosta Židova posakrivao u Bolnici Sestara Milosrdnica u Zagrebu i na drugim mjestima, te se smatra da je njegovim zauzimanjima rat preživjelo oko 400 zagrebačkih Židova.
Nije posvuda progon Židova išao jednakom dinamikom: značajna židovska zajednica u Osijeku je uglavnom bila izložena policijskoj samovolji, deportaciji stanovitog broja Židova u Staru Gradišku i Jasenovac, te nasilju i pljačkanju nacista iz redova lokalnih Nijemaca - ali bez ubijanja - sve do ožujka 1942. godine, kada ih se odlučilo sve preseliti u mjesto Tenju gdje im se o njihovom trošku sagradilo naselje u kojemu će biti odvojeni od preostalog stanovništva. U Tenji su prisilnim radom osječkih Židova tijekom naredna 4 mjeseca sagrađene barake ograđene bodljikavom žicom, u koje će potom pod paskom policije biti smješteno 2.500 Židova. Preostalih 327 Židova - obitelji stručnjaka i bogatijih osoba - bili su smješteni u židovski starački dom i obližnju tvornicu na Vukovarskoj cesti (gdje su te socijalno bolje situirane obitelji bile smještene u hladne betonske hale s jednim jedinim WC-om). Nakon što su neko vrijeme iščekivali da ih se preveze u Njemačku, u kolovozu 1942. godine ti su zatočenici skoro svi vlakovima odvedeni u nacističke logore smrti; dio stručnjaka i majstora s obiteljima, ukupno oko 200 ljudi, odvezen je u Sabirni logor Jasenovac za potrebe rada u tamošnjim pogonima.
U kolovozu 1942. god. je i u Zagrebu uhićen i Nijemcima predan veliki dio preostalih Židova.
Nakon relativnog zatišja, u svibnju 1943. na inzistiranje Nijemaca uslijedio je posljednji val masovnih uhićivanja, koji je obuhvatio većinu preostalih Židova. Tada je u Zagrebu uhićeno oko 1700, a u drugim dijelovima Hrvatske oko 2.500 Židova. Svi su predani Nijemcima i odvedeni u nacističke logore smrti. Pri tome je NDH za svakog iseljenog Židova uplaćivala njemačkom Reichu svotu od 30 maraka, kao prilog njemačkim naporima u »konačnom rješenju židovskog pitanja«.
Na području NDH (odnosno onom dijelu područja koji je pod kontrolom ustaškog režima i Nijemaca) na slobodi tada ostaje svega oko 1.500 Židova, od koji je 1.000 u mješovitim brakovima, a neki su proglašeni "počasnim arijevcima", te nekoliko stotina onih koji su se skrivali. No i mnogi od njih su kasnije ubijeni. Na područjima pod ustaškom vlašću rat je preživjelo svega oko 350 Židova. Pretežno su to bili ljudi iz mješovitih brakova za čiju se zaštitu uspješno založio nadbiskup Alojzije Stepinac, te 55 štićenika staračkog doma Lavoslav Švarc, koji su bili sklonjeni na crkvenom imanju u Brezovici kraj Zagreba. Stepinac je u veljači 1943. zaprijetio zatvaranjem svih crkava u Hrvatskoj ako se budu primjenjivali rasistički zakon na Židove u mješovitim brakovima (supružnike i djecu). Mnogi su od njih, međutim, osobito muškarci oženjeni "arijevkama", ipak ubijeni.
Na području NDH kojega su kontrolirale talijanske snage nisu se dosljedno provodili rasni zakoni, te je ondje u centre za konfinaciju prihvaćen i dio Židova iz preostalog dijela Hrvatske. Talijanske okupacijske vlasti su odbile izručiti Židove u njemačke logore. Nakon kapitulacije Italije u rujnu 1943. godine, dio tih Židova se pridružio partizanima, a dio se domogao dijela Italije pod kontrolom zapadnih saveznika.
Supruga samog Ante Pavelića bila je Židovka, kao i supruge nekih drugih istaknutih ustaških vođa. Židov je bio i Vlado Singer, važni ustaški vođa u emigraciji i prvi zapovjednik Ustaške nadzorne službe; on je na zahtjev Nijemaca bio već u rujnu 1941. god. zatočen u logoru kojega je sam pomogao osnovati, da bi ondje 1943. godine bio ondje i ubijen. Po majci  (koja je bila iz poznate židovske obitelji Frank, čiji je dio - poput Josipa Franka - bio vrlo involviran u formiranje radikalnog hrvatskog nacionalizma) je židovskog podrijetla bio čak i šef policijskih snaga NDH Eugen Dido Kvaternik. Primjer Srećka i Ljubomira Kremzira, koji su bili ustaše u logorima za vojnu obuku u Mađarskoj i Italiji 1930-ih godina, da bi potom članove svoje obitelji - koji su svi bili Židovi, kao i njih dvojica - spasili od progona obnašajući zapovjedne dužnosti u Ustaškoj vojnici, predstavlja jedan od rijetkih primjera spašavanja Židova u Hrvatskoj od holokausta suradnjom s vlastima NDH. U Koncentracijskom logoru Jasenovac su do samog kraja rata bili dosta brojni radnici i stručnjaci Židovi u tamošnjim tvornicama i radionicama: većina njih je pobijena u zadnjim danima logora 1945. godine 
Jedan od posljednjih zakona koji su vlasti NDH donijele prije bijega iz Zagreba bila je Zakonska odredba o izjednačavanju pripadnika NDH s obzirom na rasnu pripadnost, proglašena 5. svibnja 1945., no ona se više nije imala gotovo ni na koga primijeniti.

## Prebjezi u druge države
Zakonski tretman Židova u Horthyjevoj Mađarskoj boi je blaži od onoga u NDH. To je bilo stanje za vlade Laszla Bardossyja. Tako je bilo čak i za vlade Miklosa Kállaya (9. ožujka 1942. – 21. ožujka 1944.) koja je pooštrila zakonske propise glede Židova. Zbog toga su brojni Židovi iz Hrvatske krajem 1941. i početkom 1942. godine bježali u Međimurje koje je okupirala Mađarska i dublje u unutrašnjost Mađarske. Situacija se za njih postupno pogoršavala, a kulminirala je u vrijeme vlade Döme Sztojaya (21. ožujka - 29. kolovoza 1944.) i Ferencza Sallasyja (15. listopada 1944. - ožujak 1945.) Tada su, naime, poništena sva izuzeća u vezi "Židovskog zakona" koja su donijele ranije vlade. Jutra 26. travnja 1944. godine pokrenut je u Mađarskoj masovni progon Židova, te je većina njih narednih tjedana izručena u logore smrti Trećeg Reicha.

## Preživjeli
Među Hrvatima je bilo onih koji su skrivali Židove i pomagali im. Veći broj Hrvata dobio je izraelsko priznanje Pravednik među narodima, koje se dodjeluje onima koji su u doba holokausta riskirali svoj život pomažući Židovima.
Vidi još: Dodatak:Popis hrvatskih pravednika među narodima
Ljubica Štefan, koja je i sama dobitnik tog priznanja, smatra da bi taj broj trebao biti mnogo veći, te da je i Alojzije Stepinac zaslužio da ga dobije. Njegovim zalaganjem spašeno je nekoliko stotina života.
Vidi još: Stepinac i Židovi
Primjer javnog iskazivanja solidarnosti dogodio se 26. svibnja 1941., kada je ustaška vlast okupila zagrebačke srednjoškolce na sokolskom stadionu na Sveticama i naredila da se svi Židovi i Srbi sami izdvoje. Srednjoškolci - Hrvati su krenuli za njima, iskazujući solidarnost, i tako spriječili ustašku namjeru.
U antifašističkom otporu (u partizanima, odnosno narodnooslobodilačkoj borbi) sudjelovalo je 3.143 Židova s područja današnje Hrvatske i BiH, od kojih je 804 poginulo. Još oko 2.000 Židova-neboraca preživjelo je na područjima koja su kontrolirali partizani.
Dio Židova s područja NDH, ukupno oko 5.000, pobjegao je na područje pripojeno Italiji, gdje su većinom bili smješteni u logore, ali nisu ubijani. U Split je s područja NDH stiglo više od 3.000 Židova. Zauzimanjem Židovske bogoštovine općine, talijanske su im vlasti dale privremeni boravak, malu novčanu pomoć te karte za opskrbu hranom. 
Drugdje su smješteni u logore. Oko 1.100 njih pušteno je da ode u konfinaciju u Italiju, a dijelu je dopušteno da se odseli u SAD.
Svi Židovi koji su boravili u raznim logorima prebačeni su u Koncentracijski logor Kampor na Rabu (u koji je smješteno i oko 10.000 Slovenaca). Nakon kapitulacije Italije, 8. – 9. rujna, svi su, njih oko 3.000, oslobođeni. Mnogi su se pridružili partizanima. Neke su, međutim, kasnije likvidirali Nijemci koji su zaposjeli te krajeve. Tijekom 1944. Nijemci su uhitili i u Auschwitz ili Zemun na likvidaciju odveli grupe Židova iz Rijeke, Istre, Splita, Raba i dr.

## Ukupan broj žrtava
Američki državni, United States Holocaust Memorial Museum u Washingtonu iznosi podatak da je u Jasenovcu ubijeno 12.000 do 20.000 Židova.
Jewish Virtual Library navodi podatak o 32.000 židovskih žrtava u NDH.
Prema prijeratnim popisima, Jozo Tomasevich citira da je 1941. godine 30.300 Židova nalazilo na području NDH; citira međutim i više procjene, koje govore o nešto više od 39 tisuća Židova na istom području.  Vlasti NDH su pretežni dio svojih državljana - Židova izručile Njemačkoj, od koje je NDH posve zavisila, te su oni - kako J. Tomasevich iznosi prema stanju povijesnih istraživanja 2010. god. - mahom ubijeni u njemačkim logorima smrti u zemljama Istočne Europe. Ukupno je, prema Tomasevichevoj procjeni, u NDH tijekom Drugog svjetskog rata pobijeno približno 80 posto Židova u NDH.

## Svjedočanstva holokausta u NDH
Očevid iz izvještaja Hitlerovog Generala von Horstenaua o posjeti Jasenovcu:
"Mi smo sada ušli u koncentracioni logor u pretvorenoj tvornici. Užasni uvjeti. Nekolicina muškaraca, mnogo žena i djece, bez dovoljno odjeće, spava se na kamenoj ploči noću, jauci na daleko, krik i plač. Zapovjednik logora - hulja, ja sam ga ignorirao, ali umjesto tog sam rekao mom ustaškom vodiču: "Ovo je dovoljno da se čovjek ispovraća."
A onda najgore od svega: soba uz čije zidove, leži na slami koja je upravo donesena zbog mog pregleda, nešto poput pedesetak gole djece, od kojih polovina mrtvi, a druga polovica umire. Ne treba zaboraviti da su izumitelji koncetracionih logora Britanci za vrijeme Burskog rata. Međutim, ti logori su dostigli svoj vrhunac odvratnosti ovdje u Hrvatskoj, pod Poglavnikom instaliranim od naše strane. Največe od svih zla mora da je Jasenovac, gdje nijedan običan smrtnik ne smije privirit"

Logoraš, Egon Berger, je ovako opisao zvjerstva počinjena u Jasenovcu, od strane jednog od ustaških komandanta logora, bivšeg franjevca Miroslava Filipovića - Majstorovića:
"Svećeničko lice fra Majstorovića, obučenog u elegantno odijelo, našminkanog i napudranog, u zelenom lovačkom šeširu, s nasladom je posmatralo žrtve. Prišao je djeci, čak ih je i pomilovao po glavi. Društvu se priključio Ljubo Miloš i Ivica Matković. Fra Majstorović reče majkama sada će biti krštenje njihove djece. Oduzeli su majkama djecu, a dijete koje je nosio fra Majstorović u svojoj dječjoj nevinosti milovalo je našminkano lice svoga ubojice. Majke, izbezumljene, uočile su situaciju. Nude svoje živote tražeći milost za mališane. Dvoje djece su metnuli na zemlju, dok je treće bačeno kao lopta u zrak, a fra Majstorović, držeći u ruci bodež okrenut prema gore tri puta je promašio, dok je četvrti put uz šalu i smijeh, dijete ostalo nataknuto na bodež. Majke su se bacale po zemlji čupajući kose a kad su počele strahovito vikati, ustaški stražari 14. osječke satnije odveli su ih i likvidirali. Kad je sve troje djece tako svirepo stradalo, tri dvonožne zvijeri su međusobno davali novac, jer izgleda da su se kladili tko će prije nataknuti dijete na bodež."

Dan Baram (kasniji izraelski policijski general),  rođen u Zagrebu 1931. god. kao Milivoj Fuchs, sjeća se da je bio - nakon što je njegov otac već bio zatvoren u Osijeku - bio utamničen sa svojom majkom Ernom u centar u Zagrebu gdje su čekali kamo će ih odvesti.  Preko obiteljskih veza, preporučeni su zagrebačkom nadbiskupu Alojziju Stepincu, koji je isposlovao da im se izdaju dokumenti s lažnim imenima i da budu pušteni iz utamničenja. Potom ih je Alojzije Stepinac najprije sakrio u rafineriji Olex u Svetoj Klari koja je bila u vlasništvu Franje Sopianca, a potom kod svojega prijatelja vlč. Dragutina Jesiha u Šćitarjevu, u čijem se podrumu krilo i više drugih Židova. U studenom 1944. godine su seljani dotrčali da upozore sakrivene Židove da bježe jer su ustaše doznali gdje se kriju. Fuchsovi su uspjeli pobjeći i ponovo se sakriti u raineriji Olex, ali je župnik Jesih nakon toga nestao i ubrzo je pronađen izboden noževima.

## Poveznice
- Ustaški koncentracijski logori
- Dodatak:Popis hrvatskih pravednika među narodima
- Spašavanje Židova i NDH
- Stepinac i Židovi
- Miroslav Šalom Freiberger

## Vanjske poveznice
- Zakonske osnove progona političkih protivnika i rasno nepodobnih u NDH  Arhivirana inačica izvorne stranice od 29. rujna 2007. (Wayback Machine)
- Esther Gitman:Hrvati su spasili tisuće Židova, a Stepinac je svetac